# Streitgegenstand im Patentnichtigkeitsverfahren
Streitgegenstand im Patentnichtigkeitsverfahren ist ein dem Patentrecht zugehöriger prozessualer Anspruch, der nach heute herrschender Meinung (h. M.) durch den Klageantrag und – gleichrangig – durch den Klagegrund bestimmt wird.

## Einleitung: Streitgegenstand im „normalen“ Zivilprozess

### Historische Entwicklung
Der Anerkennung des Streitgegenstandsbegriffs in seiner heutigen Konzeption – wegen der beiden bestimmenden Komponenten, Klageantrag und Klagegrund, spricht man auch vom zweigliedrigen Streitgegenstandsbegriff – war ein jahrzehntelanger Streit der Lehrmeinungen über die Rechtsnatur des Streitgegenstands vorausgegangen. Der Streit beruhte zum einen darauf, dass eine Gesetzesdefinition fehlte, zum anderen insbesondere auf der außerordentlich großen Bedeutung des Streitgegenstands für den Zivilprozess.

### Praktische Bedeutung des Streitgegenstands
Der Streitgegenstand als der zentrale Begriff des Zivilprozesses muss insbesondere klagebestimmend sein, § 253 Abs. 2 Nr. 2 Zivilprozessordnung (ZPO), so dass er einen vollstreckungsfähigen Inhalt hat. Außerdem ist der Streitgegenstand maßgebend für die sachliche und in manchen Fällen auch für die örtliche Zuständigkeit des Gerichts, § 23 bis § 23b Gerichtsverfassungsgesetz (GVG) bzw. §§ 23ff ZPO. Ferner muss der Streitgegenstand auf einem (allgemeinen) Rechtsschutzbedürfnis des Klägers fußen. Des Weiteren darf über denselben Streitgegenstand keine anderweitige Rechtshängigkeit gegeben sein, § 261 Abs. 3 Nr. 1 ZPO. Weiterhin darf über den konkreten (identischen) Streitgegenstand noch keine rechtskräftige Entscheidung getroffen worden sein, vgl. § 322ZPO. Schlussendlich ist der Streitgegenstand aber auch maßgebend für den Streitwert und demzufolge für die Prozesskosten.

### Komponenten Klageantrag und Klagegrund

#### Klageantrag
Nach § 253 Abs. 2 Nr. 2 ZPO umfasst der Begriff „Klageantrag“ nicht nur den in der Klageschrift zu stellenden Antrag als solchen, sondern auch (und vor allem) den in diesem enthaltenen Gegenstand des erhobenen Anspruchs, das klägerische Begehren. Aus dem Klageantrag muss der Beklagte zweifelsfrei erkennen können, welches Risiko auf ihn zukommt und wogegen er sich verteidigen muss. Gelingt es dem Kläger – auch nach etwaiger Belehrung durch das Gericht, vgl. § 139 Abs. 1 Satz 2 ZPO – nicht, dem Klageantrag die erforderliche Bestimmtheit zu verleihen, so wird die Klage bereits als unzulässig abzuweisen sein.

#### Klagegrund
Aus § 253 Abs. 2 Nr. 2 ZPO ergibt sich des Weiteren das Erfordernis der Angabe auch der zweiten Komponente des Streitgegenstands, nämlich des Klagegrunds. Klagegrund bedeutet den konkreten Sachverhalt, Lebensvorgang, aus dem der Kläger die begehrte Rechtsfolge ableitet, also die klagebegründenden Tatsachen. Ebenso wie der Klageantrag unterliegt auch der Klagegrund dem Bestimmtheitserfordernis. Konkret bedeutet das den Vortrag derjenigen Tatsachen, die zur Bestimmung und Individualisierung des Streitgegenstands, d. h. zur (etwaigen) Abgrenzung vom Gegenstand eines anderen Prozesses mit gleichem Antrag, erforderlich sind.

## Klageantrag und Klagegrund im Patentnichtigkeitsprozess

### Grundsätzliches
Da es sich bei dem Verfahren, das die Nichtigerklärung eines Patents zum Gegenstand hat, um einen Zivilprozess handelt – es findet in erster Instanz vor dem Bundespatentgericht (BPatG), § 81 Abs. 4 Satz 1 PatG, und in zweiter (letzter) Instanz vor dem Bundesgerichtshof (BGH) statt, § 110 Abs. 1 und 2 PatG, – wird auch hier (bei Zugrundelegung des so genannten zweigliedrigen Streitgegenstandsbegriffs) der Streitgegenstand durch die Komponenten, Klageantrag und Klagegrund, bestimmt.

### Klageantrag
Rechtsgrundlage für den Klageantrag ist § 81 Abs. 5 Satz 1 PatG. Hierbei bezeichnet das Wort „Streitgegenstand“ nicht etwa eine dritte Bestimmungskomponente (neben Klageantrag und Klagegrund), sondern es ist damit das angegriffene Patent (Streitpatent) gemeint. Dessen Nennung stellt einen (unverzichtbaren) Bestandteil des Klageantrags dar. Denn ohne Angabe des Streitpatents würde der klägerische Antrag seinem Bestimmtheitserfordernis nicht gerecht.
Das für den erstinstanzlichen Rechtszug (vor dem BPatG, § 81 Abs. 4 Satz 1 PatG) in § 81 Abs. 5 Satz 1 normierte Antragserfordernis gilt gemäß § 99 Abs. 1 PatG i. V. m. § 528ZPO auch für die Berufungsinstanz (vor dem BGH, § 110 Abs. 1 PatG). Der Umfang des Berufungsverfahrens wird wie im „normalen“ Zivilprozess, so auch im Patentnichtigkeitsprozess, grundsätzlich durch die Berufungsanträge bestimmt.

#### Klageanträge im Einzelnen
In den meisten Fällen wird die vollständige Nichtigerklärung des Streitpatents beantragt, § 22 Abs. 1 PatG. Möglich ist aber auch ein Antrag auf teilweise Nichtigerklärung. Diese Variante ergibt sich aus § 22 Abs. 1 PatG i. V. m. Abs. 2 dieser Vorschrift (vgl. hierzu auch § 21 Abs. 2 und 3 PatG i. V. m. § 160 Abs. 3 Nr. 2 ZPO). Bezüglich der Beantragung teilweiser Nichtigerklärung kommen in Betracht:
1. Antrag auf Nichtigerklärung nur des Hauptanspruchs (in der Regel des Patentanspruchs 1) und/oder eines oder mehrerer Nebenansprüche. Nebenansprüche sind vom Hauptanspruch unabhängige Patentansprüche mit eigenem erfinderischen Gehalt. Die „unechten“, aber auch die „echten“ Unteransprüche bleiben in diesem Fall aufrechterhalten. So genannte unechte Unteransprüche sind (vom Hauptanspruch oder einem Nebenanspruch) abhängige Patentansprüche mit eigenem erfinderischen Gehalt. Als „echte“ Unteransprüche bezeichnet man abhängige Patentansprüche ohne eigenen erfinderischen Gehalt.
2. Antrag auf Nichtigerklärung nur von Unteransprüchen. Selbstverständlich bleiben in diesem umgekehrten Fall Haupt- und Nebenansprüche unangetastet.
3. Antrag auf Änderung (Einschränkung des Schutzumfangs) von Patentansprüchen, insbesondere des Hauptanspruchs. Ein solcher Antrag kommt vornehmlich dann in Betracht, wenn der vorliegende Stand der Technik nicht die vollständige Nichtigerklärung des Patents bzw. des oder der angegriffenen Patentansprüche ermöglicht.
4. Antrag auf Änderung der Patentbeschreibung und/oder der Patentzeichnung. Ein derartiger Antrag auf teilweise Nichtigerklärung ist zwar denkbar und gesetzlich auch möglich,§ 21 Abs. 2 Satz 2 PatG, wird indes in der Praxis nur höchst selten gestellt werden, weil er die Patentansprüche und damit den Schutzumfang des Streitpatents weitestgehend unangetastet lässt. Der Schutzbereich eines Patents bzw. einer Patentanmeldung wird nämlich gemäß § 14PatG durch die Patentansprüche bestimmt.

### Klagegrund

#### Grundsätzliches
Das Erfordernis, (auch) diese zweite wesentliche Bestimmungskomponente des Streitgegenstands in der Klageschrift geltend zu machen, ergibt sich aus § 81 Abs. 5 Satz 2 PatG, wonach die zur Begründung dienenden Tatsachen (und Beweismittel) anzugeben sind. Die allgemeine Definition des Klagegrunds als konkreter Lebenssachverhalt, aus dem der Kläger die begehrte Rechtsfolge, vorliegend die Erklärung der vollständigen oder teilweisen Nichtigkeit des betreffenden Patents, ableitet, gilt auch für den Patentnichtigkeitsprozess. Für die im Rahmen der Patentnichtigkeitsklage in Betracht kommenden Klagegründe sind die §§ 22 Abs. 1, 21 Abs. 1 PatG einschlägig. Jeder der dort aufgezählten insgesamt fünf Nichtigkeitsgründe bildet für sich prozessual einen einheitlichen Klagegrund. Hinzu kommen – als weitere drei prozessuale Klagegründe – die drei Nichtigkeitsgründe für so genannte ergänzende Schutzzertifikate für Arzneimittel.

#### Klagegründe im Einzelnen
1. Die fehlende Patentfähigkeit, § 22 Abs. 1 1. Alt. i. V. m. § 21 Abs. 1 Nr. 1 PatG. § 21 Abs. 1 Nr. 1 verweist zwar auf die §§ 1 bis § 5PatG. Jedoch handelt es sich bei den einzelnen dort genannten Patentfähigkeitsvoraussetzungen (insbesondere Neuheit, erfinderische Tätigkeit, gewerbliche Anwendbarkeit) im Falle ihres Fehlens nicht um einen jeweils gesonderten Klagegrund. Klagegrund ist vielmehr der allen Einzelfällen gemeinsame „Lebenssachverhalt“, nämlich die fehlende Patentfähigkeit.[16] Hervorzuheben ist noch, dass dieser für die Praxis wichtigste Klagegrund von jedem Dritten geltend gemacht werden kann. Die Patentnichtigkeitsklage ist also diesbezüglich als Popularklage ausgestaltet. Das ergibt sich im Umkehrschluss auch aus § 81 Abs. 3 PatG.[17]
2. Die unzureichende Offenbarung, § 22 Abs. 1 1. Alt. i. V. m. § 21 Abs. 1 Nr. 2 PatG. Das vorstehend zu den einzelnen Patentfähigkeitsvoraussetzungen Gesagte gilt hier hinsichtlich der beiden Einzelvoraussetzungen, nicht genügend deutliche Offenbarung und nicht vollständige Offenbarung, entsprechend. D.h. die in obiger Vorschrift normierten Einzel-Nichtigkeitsgründe haben prozessual als ein einziger (gemeinsamer) Klagegrund zu gelten.[18] Auch der Klagegrund der unzureichenden Offenbarung kann grundsätzlich von jedermann geltend gemacht werden.[19]
3. Die unzulässige Erweiterung, § 22 Abs. 1 1. Alt. i. V. m. § 21 Abs. 1 Nr. 4 PatG. Zur Feststellung einer unzulässigen Erweiterung i. S. v. § 21 Abs. 1 Nr. 4 PatG, die ebenfalls von jedem beliebigen Dritten geltend gemacht werden kann, ist der Gegenstand des erteilten Patents, d. h. die durch die Patentansprüche definierte, gegebenenfalls mit Hilfe von Beschreibung und Zeichnung auszulegende Lehre, mit dem Gesamtinhalt der ursprünglichen Anmeldungsunterlagen zu vergleichen.[20] Demgemäß kann z. B. eine Erweiterung der Patentansprüche gegenüber der ursprünglichen Fassung derselben im Rahmen des § 21 Abs. 1 Nr. 4 PatG noch zulässig sein.[21]
4. Die Erweiterung des Schutzbereichs des Patents, § 22 Abs. 1 2. Alt. PatG.[22] Vordergründig könnte man die Nichtigkeitsgründe nach § 22 Abs. 1 1. Alt. i. V. m. § 21 Abs. 1 Nr. 4 PatG (s. o.) einerseits und nach § 22 Abs. 1 2.Alt. PatG andererseits für einen einheitlichen Klagegrund halten. Jedoch trägt § 22 Abs. 1 2.Alt. PatG dem Umstand Rechnung, dass sich der Schutzumfang eines bereits erteilten Patents noch erweitert haben kann, nämlich in einem (nach Patenterteilung durchgeführten) Einspruchsverfahren. Der Gesetzgeber ging bei der Schaffung des § 22 Abs. 1 2. Alt. PatG[23] davon aus, dass eine Erweiterung nach Patenterteilung dann nicht bereits unter den Klagegrund nach § 22 Abs. 1 1. Alt. i. V. m. § 21 Abs. 1 Nr. 4 PatG fällt, wenn sie noch im Rahmen der ursprünglichen Offenbarung der Patentanmeldung liegt (s. o.).[24]
5. Die widerrechtliche Entnahme, § 22 Abs. 1 1. Alt. i. V. m. § 21 Abs. 1 Nr. 3 PatG. Es handelt sich hier um einen Fall des Diebstahls geistigen Eigentums, bei dem "der wesentliche Inhalt des Patents den Beschreibungen, Zeichnungen, Modellen, Gerätschaften oder Einrichtungen eines anderen oder einem von diesem angewendeten Verfahren ohne dessen Einwilligung entnommen worden ist;" (so der Gesetzestext der o.a. Norm). Abweichend von den im Vorstehenden unter 1.) bis 4.) dargelegten Klagegründen handelt es sich hier um den einzigen Klagegrund, der nicht von jedermann, sondern nur von dem „Verletzten“ (Erfinder oder dessen Rechtsnachfolger) geltend gemacht werden kann, § 81 Abs. 3 PatG.
6. Der Klagegrund des Art. 15 Abs. 1 lit a i. V. m. Art. 3 Europäische Wirtschaftsgemeinschaft (EWG)-VO 1768/62. Dieser Klagegrund bezieht sich nicht auf Patente im engeren Sinne, sondern auf so genannte Schutzzertifikate für Arzneimittel. Gemäß § 16a Abs. 1 PatG handelt es sich hierbei um einen ergänzenden Schutz, der sich an den Ablauf des Patents (für das betreffende Arzneimittel) unmittelbar anschließt. Gemäß Art. 15 Abs. 1 lit a EWG-VO 1768/62 ist das Schutzzertifikat nichtig, wenn es entgegen den Vorschriften des Art. 3 EWG-VO 1768/62 erteilt worden ist. Auch hier ist wiederum zu beachten, dass nicht etwa jede einzelne der (unter lit a), b), c) und d)) insgesamt vier in Art. 3 der EWG-VO genannten Erteilungsvoraussetzungen, so sie denn nicht erfüllt sein sollte, für sich einen gesonderten Klagegrund darstellt. Vielmehr gehören – gegebenenfalls – alle vier (fehlenden) Erteilungsvoraussetzungen einem gemeinsamen Klagegrund an, nämlich der Erteilung entgegen den Vorschriften des Art. 3 EWG-VO 1768/62.
7. Der Klagegrund des Art. 15 Abs. 1 lit b EWG-VO 1768/62. Nach dieser Vorschrift ist das Schutzzertifikat nichtig, wenn das (dem Schutzzertifikat vorangehende) Grundpatent vor Ablauf seiner gesetzlichen Laufzeit erloschen ist.
8. Der Klagegrund des Art. 15 Abs. 1 lit c EWG-VO 1768/62. Demgemäß ist das Schutzzertifikat nichtig, „wenn das Grundpatent für nichtig erklärt oder derartig beschränkt wird, dass das Erzeugnis, für welches das Zertifikat erteilt worden ist, nicht mehr von den Ansprüchen des Grundpatents erfasst wird, oder wenn nach Erlöschen des Grundpatents Nichtigkeitsgründe vorliegen, die die Nichtigerklärung oder Beschränkung gerechtfertigt hätten.“ Die hier in Rede stehende Vorschrift nennt also wiederum insgesamt vier einzelne Nichtigkeitsgründe, von denen jeder für sich die Nichtigkeit des Schutzzertifikats zu bewirken vermag. Gleichwohl handelt es sich auch hier um einen einzigen gemeinsamen Klagegrund.